# Expériences nutritionnelles sur les Autochtones au Canada
Les expériences nutritionnelles sur des Autochtones au Canada étaient une série d'expériences menées au Canada par le ministère des Pensions et de la Santé nationale (maintenant Santé Canada) sur des autochtones canadiens dans les années 1940 et 1950. Les expériences ont été menées sur au moins 1 300 Autochtones à travers le Canada, dont environ 1 000 étaient des enfants. Les décès liés aux expériences ont été décrits comme faisant partie du génocide canadien des peuples autochtones.
Les expériences impliquaient des communautés isolées et touchées par la malnutrition, comme celles de The Pas et de Norway House dans le nord du Manitoba, ainsi que des pensionnats. Elles visaient à connaître l'importance relative et les niveaux optimaux des vitamines et des suppléments nutritionnels récemment découverts,,. Les expériences comprenaient une malnutrition délibérée et soutenue et, dans certains cas, la suppression des services dentaires.
Le gouvernement du Canada, au fait de l'état de malnutrition régnant dans ses pensionnats, a autorisé la réalisation d'expériences nutritionnelles sur des enfants. La principale cause de malnutrition dans les pensionnats était le sous-financement du gouvernement canadien. Les expériences nutritionnelles auxquelles les enfants des pensionnats ont été soumis n'ont fourni aucune preuve d'achèvement ni contribué à l'ensemble des connaissances sur la nutrition et la supplémentation.
En 2013, les recherches de l'historien Ian Mosby dévoilent l'existence des expériences nutritionnelles menées sur des enfants autochtones dans des pensionnats.

## Histoire

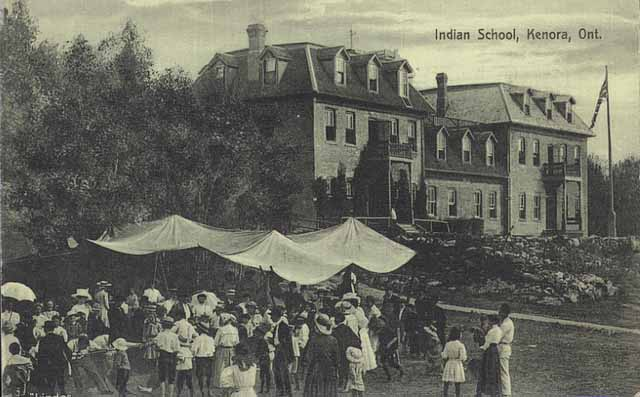
Le pensionnat de Kenora, en 1912.

Des expériences nutritionnelles ont été menées entre 1942 et 1952 auprès d'enfants autochtones des pensionnats en Alberta, Colombie-Britannique, Manitoba, Nouvelle-Écosse et Ontario.
En mars 1942, des experts canadiens en nutrition ont mené une expédition de recherche dans le nord du Manitoba pour étudier la santé nutritionnelle des membres des communautés cries de Norway House, Cross Lake, God's Lake Mine, Rossville et The Pas. Dirigée par le Dr Percy Moore et le Dr Frederick Tisdall, l'étude était financé par les Affaires indiennes, le Fonds commémoratif Milbank, l'Aviation royale canadienne et la Compagnie de la Baie d'Hudson. L'objectif était d'étudier les habitudes de subsistance et les états nutritionnels des peuples autochtones de ces communautés. 400 personnes y sont soumis à des examens physiques, des tests sanguins et des radiographies.
Une grave malnutrition a été notée chez les participants, dont plusieurs sont considérés comme ayant besoin de soins médicaux. La malnutrition dans les communautés cries du nord était liée à d'autres problèmes de santé, dont un taux accru de décès de la tuberculose (1 400 pour 100 000 personnes), comparativement à la population non autochtone du Manitoba (27,1 pour 100 000 personnes), une mortalité infantile élevée (huit fois le taux national) et une mortalité plus élevée (cinq fois le taux national),.
Dans les années précédant les expériences nutritionnelles, les chercheurs John Milloy et Mary-Ellen Kelm considéraient la malnutrition comme endémique dans les pensionnats et les communautés des Premières Nations,. Au milieu des années 1940, une situation de malnutrition généralisée a été découverte à l'école Cecilia Jeffrey ainsi qu'à l'école St. Mary's de Kenora. À l'école St. Mary's, les élèves ont reçu un mélange de farine non permise pour la consommation humaine, en vertu de la loi sur la falsification des aliments au Canada, quant à l'école Cecilia Jeffrey, une expérience d' éducation nutritionnelle a fourni à certains élèves une supplémentation nutritionnelle et pas à d'autres.
Les recherches récentes sur l'histoire de l'alimentation ont indiqué que la malnutrition des enfants dans les pensionnats pour Autochtones était intentionnelle, comme en témoigne la sensibilisation du gouvernement canadien à la malnutrition chez les enfants des pensionnats avant le début des expériences. D'autres expériences avec des enfants impliquaient la réduction des rations de lait à moins de la moitié de la quantité recommandée pendant deux ans. Au cours de cette expérience, certains enfants recevaient des suppléments de vitamines, d'iode et de fer alors que d'autres enfants n'en recevaient aucun. La baisse des niveaux de vitamine B1 était aussi observée, alors qu'une des écoles n'a fourni aucun supplément à ses élèves, pour établir une référence par rapport aux résultats recueillis dans d'autres écoles.
À la suite des résultats de l'enquête initiale, une expérience a été menée auprès de 300 sujets autochtones souffrant de malnutrition, dont 125 ont reçu l'un ou l'ensemble des trois suppléments nutritionnels : riboflavine, thiamine ou acide ascorbique,. Le groupe ayant reçu des suppléments a été comparé au groupe souffrant de malnutrition, alors utilisé comme groupe de contrôle. L'expérience a été dirigée par Moore et Tisdall, avec l'aide du Dr Cameron Corrigan.

## Études

### L'étude de la Baie James

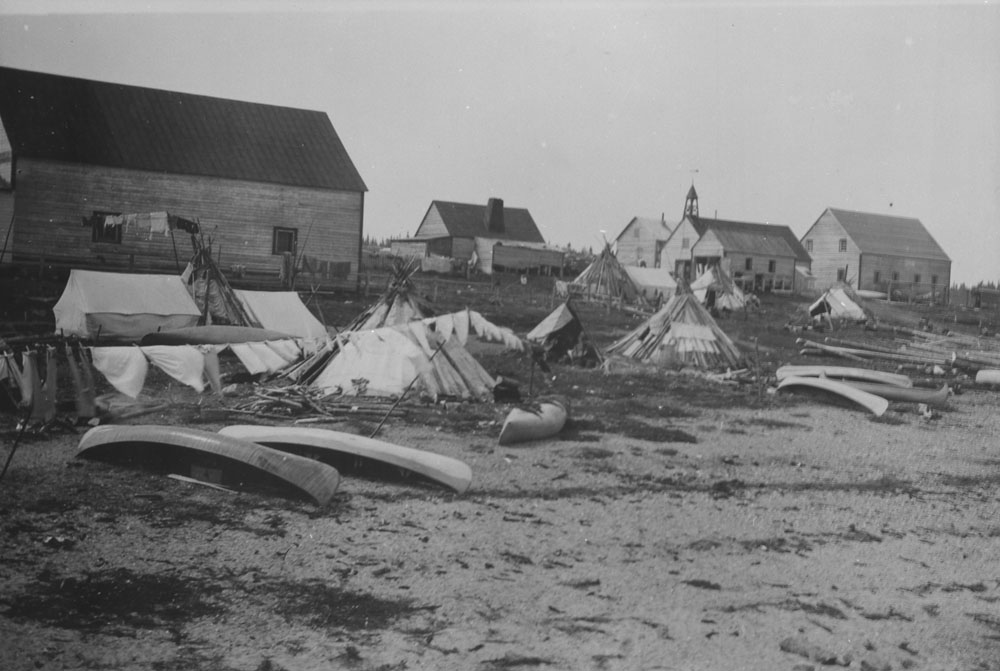
Waskaganish (autrefois Rupert House), au début du 20e siècle.

L'enquête de la baie James de 1947-1948 a élargi l'étude précédente sur le nord du Manitoba et a cherché à étudier le lien entre la nutrition et la santé dans le nord du Canada. Deux groupes de chercheurs ont entrepris d'étudier la nature et les effets des pénuries alimentaires chez les autochtones de la région de la baie James. Le premier groupe de chercheurs était composé de trois anthropologues qui ont sondé diverses communautés autochtones et choisis d'approfondir leur étude auprès de la Première Nation d'Attawapiskat et la Nation crie de Waskaganish. Le deuxième groupe de chercheurs comprenait des médecins, un dentiste, un photographe médical et un technicien en radiologie pour examiner l'état de santé de ces deux communautés. Le Dr Percy Moore et le Dr Frederick Tisdall sont les principaux chercheurs du projet. L'un des principaux objectifs de l'étude était d'étudier «les méthodes possibles pour augmenter ou améliorer l'approvisionnement alimentaire des Indiens de la brousse».

En 1948, dans un communiqué de presse faisant la promotion de l'étude nutritionnelle, le ministère des Affaires indiennes déclarent :
« Ils ont abandonné les habitudes alimentaires ancestrales et ont adopté un régime semi-civilisé et semi-autochtone qui manque de valeurs alimentaires essentielles, les amène à la malnutrition et les laisse en proie à la tuberculose et à d'autres maladies. L'homme blanc, involontairement responsable de la modification des habitudes alimentaires des Indiens, tente maintenant de sauver l'homme rouge en l'orientant vers les filières alimentaires appropriées... »

### Études sur les pensionnats

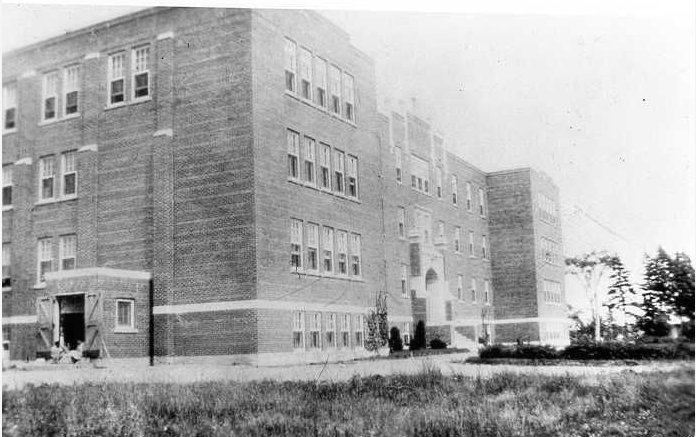
Pensionnat de Shubénacadie, 1930.

Entre 1948 et 1952, des projets de recherche sur la nutrition des enfants autochtones ont eu lieu dans six pensionnats canadiens.
Des évaluations antérieures de l'approvisionnement alimentaire des pensionnats ont indiqué un manque de ressources alimentaires. En 1944, une inspection menée par le Dr AB Simes dans un pensionnat manitobain d'Elkhorn, conclut que 28 % des filles et 70 % des garçons fréquentant le pensionnat souffraient d'insuffisance pondérale,. Au pensionnat de Port Crosby, un nutritionniste a déterminé que la qualité nutritionnelle des aliments servis au pensionnat avait une note «médiocre», les légumes, les céréales et la viande étant peu utilisés dans l'alimentation offerts aux enfants,.
Des professionnels de la santé de la Croix-Rouge et d'autres organisations étaient chargés d'évaluer l'approvisionnement alimentaire dans ces écoles ainsi que les attitudes des peuples autochtones vivant dans les réserves à l'égard des pratiques alimentaires dans les pensionnats,. Malgré l'ingérence de bon nombre de ces écoles, une grave pénurie alimentaire a été signalée dans ces enquêtes.
En réponse, le Dr Lionel Bradley Pett, chef du Conseil canadien de la nutrition de l'époque, a initier une première enquête sur les pensionnats nationaux et sur les expérimentations des aliments supplémentés sur les élèves. En 1948, Pett a débuté ce projet de recherche de cinq ans incluant 1 000 élèves des pensionnats autochtones, dont :
- Pensionnat de Blood (Alberta) ;
- Pensionnat Saint-Paul des Métis (Alberta) ;
- Pensionnat St.Mary's (Ontario) ;
- Pensionnat Cecilia Jeffrey (Ontario) ;
- Pensionnat de Shubénacadie (Nouvelle-Écosse) ;
- Pensionnat de Port Alberni (Colombie-Britannique)[9],[19].

Une équipe de recherche composée de médecins, d'infirmières, de dentistes et d'autres professionnels de la santé a été chargée d'évaluer l'état de santé de ces enfants autochtones, ainsi que de recueillir des données sur les menus scolaires. Ils devaient aussi administrer des tests d'intelligence et d'aptitude, afin d'éclairer les interventions expérimentales à mettre en place dans chaque pensionnat pour les études qui suivront,.

## Témoignages de survivants
Alvin Dixon, ancien élève du pensionnat Alberni en Colombie-Britannique et survivant des expériences nutritionnelles, a joué un rôle de témoin clé dans les audiences de la Commission de vérité et de réconciliation, pour révéler les détails de ces expériences. Dans une série radiophonique de CBC Radio One intitulée As It Happens, Dixon fournit le récit suivant :
Je suis arrivé au pensionnat d'Alberni en septembre 1947. L'un de mes seuls souvenirs de cette année-là, est qu'on m'aie présenté dans une salle de classe, une feuille de calcul de sept jours de repas, et on nous demandait de la remplir au déjeuner, au dîner et au souper. [...] la chose qui m'a frappé à l'âge de dix ans était « Pourquoi me demandaient-ils ? Ils savent ce qu'ils nous donnent à manger. » Ils ne nous ont pas demandé s'ils mangeaient ces choses. . . Et nous n'avons pas toujours mangé ce qui nous était présenté, évidemment, parce que c'était une nourriture totalement inadéquate, la plupart du temps, et pas nécessairement de bon goût ou la meilleure qualité. . . Je me souviens avoir dû, tous les enfants avons dû, voler des fruits, voler des carottes, des pommes de terre, pour pouvoir faire rôtir les pommes de terre quelque part hors site, sur un feu et les manger parce que nous n'étions jamais rassasiés [...].
Ray Silver, un autre ancien élève du pensionnat d'Alberni, décrit ces expériences ainsi, devant la Commission de vérité et de réconciliation :
« Et nous, les enfants, nous avions l'habitude de nous faufiler hors de l'école, nous avons dû marcher environ un mile, nous éloigner de l'école, nous faufiler sur le pont, et aller à ce dépotoir, et ramasser des pommes, elles étaient à moitié pourries ou quelque chose du genre, elles avaient été jetées, elles n'étaient plus bonnes à vendre, mais nous, les enfants qui mourions de faim, nous allions là-bas et ramassions ces trucs, remplissions nos chemises, et traversions le pont en courant, et retournions à l'école. »

Ethel Johnson, ancienne élève du pensionnat de l'école de Shubenacadie en Nouvelle-Écosse, témoigna des difficultés de sa sœur, pour manger la nourriture servie à l'école :
Et elle ne pouvait pas manger ça, et elle s'est mise à pleurer. [...] Et puis elle a vomi, et puis elle a mis son visage là-dedans. Et elle ne pouvait pas; quand tu pleures, tu ne peux pas manger de toute façon.

## Commission de vérité et de réconciliation du Canada
La Commission de vérité et de réconciliation a été créée le 1er juin 2008, afin de documenter l'histoire, les méfaits et les impacts continus du système des pensionnats indiens du Canada sur les anciens élèves, leurs familles et leurs communautés. Elle a offert aux survivants des pensionnats pour Autochtones de partager leurs expériences lors de réunions publiques et privées tenues à travers le pays.[réf. nécessaire]